# Conceição do Mato Dentro
Conceição do Mato Dentro là một đô thị thuộc bang Minas Gerais, Brasil. Đô thị này có diện tích 1671,465 km², dân số năm 2007 là 18070 người, mật độ 11,1 người/km².